# Saint-Gérons
Saint-Gérons est une commune française située dans le département du Cantal, en région Auvergne-Rhône-Alpes.

## Géographie

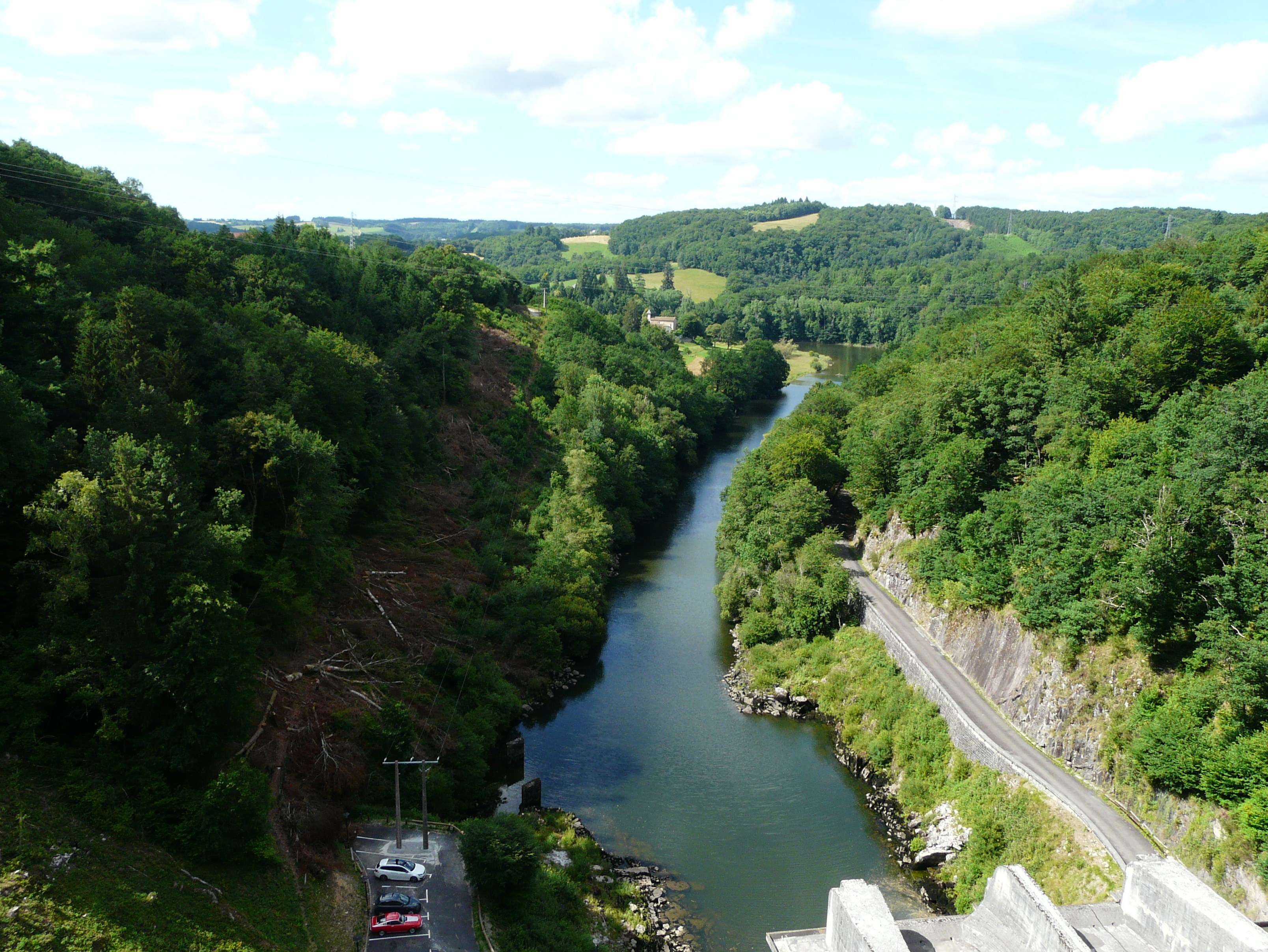
En aval du barrage, la Cère sépare Saint-Gérons (à gauche) de Saint-Étienne-Cantalès (à droite).

Dans le Massif central, à l'ouest du département du Cantal, la commune de Saint-Gérons est arrosée du nord au sud-est par la Cère, et notamment par le lac de Saint-Étienne-Cantalès formé par le barrage du même nom.
Le bourg de Saint-Gérons, traversé par la route départementale (RD) 207, se situe, en distances orthodromiques, dix-huit kilomètres à l'ouest d'Aurillac.
Le territoire communal est également desservi par la RD 7.

### Communes limitrophes
Saint-Gérons est limitrophe de six autres communes, dont Lacapelle-Viescamp au sud-est, par un simple quadripoint situé dans le lac de Saint-Étienne-Cantalès.
Les communes limitrophes sont Glénat, Laroquebrou, Saint-Étienne-Cantalès, Siran, Lacapelle-Viescamp et Le Rouget-Pers.
|        | Laroquebrou  |                                    |
| Siran  | Saint-Gérons | Saint-Étienne-Cantalès             |
| Glénat |              | Lacapelle-Viescamp, Le Rouget-Pers |

### Climat
Pour des articles plus généraux, voir Climat d'Auvergne-Rhône-Alpes et Climat du Cantal.
En 2010, le climat de la commune est de type climat océanique altéré, selon une étude du CNRS s'appuyant sur une série de données couvrant la période 1971-2000. En 2020, Météo-France publie une typologie des climats de la France métropolitaine dans laquelle la commune est exposée à un climat de montagne ou de marges de montagne et est dans la région climatique  Ouest et nord-ouest du Massif Central, caractérisée par une pluviométrie annuelle de 900 à 1 500 mm, maximale en automne et en hiver. 
Pour la période 1971-2000, la température annuelle moyenne est de 10,9 °C, avec une amplitude thermique annuelle de 15,3 °C. Le cumul annuel moyen de précipitations est de 1 268 mm, avec 12,5 jours de précipitations en janvier et 7,5 jours en juillet. Pour la période 1991-2020, la température moyenne annuelle observée sur la station météorologique de Météo-France la plus proche, « Sousceyrac »sur la commune de Sousceyrac-en-Quercy à 17 km à vol d'oiseau, est de 11,4 °C et le cumul annuel moyen de précipitations est de 1 505,1 mm,. Pour l'avenir, les paramètres climatiques de la commune estimés pour 2050 selon différents scénarios d'émission de gaz à effet de serre sont consultables sur un site dédié publié par Météo-France en novembre 2022.

## Urbanisme

### Typologie
Au 1er janvier 2024, Saint-Gérons est catégorisée commune rurale à habitat très dispersé, selon la nouvelle grille communale de densité à 7 niveaux définie par l'Insee en 2022.
Elle est située hors unité urbaine. Par ailleurs la commune fait partie de l'aire d'attraction d'Aurillac, dont elle est une commune de la couronne,. Cette aire, qui regroupe 85 communes, est catégorisée dans les aires de 50 000 à moins de 200 000 habitants,.

### Occupation des sols
L'occupation des sols de la commune, telle qu'elle ressort de la base de données européenne d’occupation biophysique des sols Corine Land Cover (CLC), est marquée par l'importance des territoires agricoles (53,6 % en 2018), en diminution par rapport à 1990 (54,5 %). La répartition détaillée en 2018 est la suivante : 
prairies (40,1 %), forêts (34,8 %), zones agricoles hétérogènes (13,5 %), eaux continentales (10,2 %), zones urbanisées (1,4 %). L'évolution de l’occupation des sols de la commune et de ses infrastructures peut être observée sur les différentes représentations cartographiques du territoire : la carte de Cassini (XVIIIe siècle), la carte d'état-major (1820-1866) et les cartes ou photos aériennes de l'IGN pour la période actuelle (1950 à aujourd'hui).

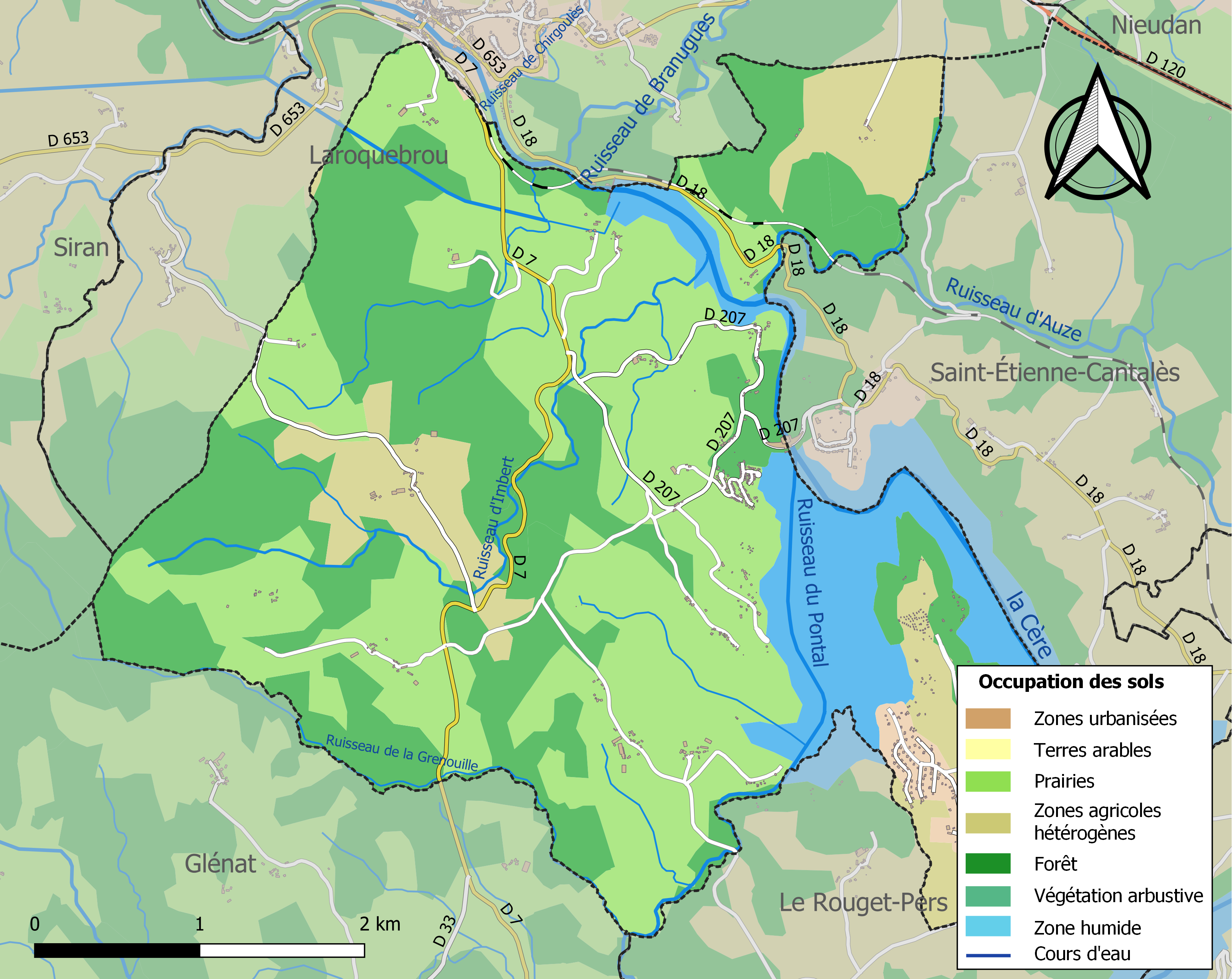
Carte des infrastructures et de l'occupation des sols de la commune en 2018 (CLC).

### Habitat et logement
En 2018, le nombre total de logements dans la commune était de 348, alors qu'il était de 442 en 2013 et de 338 en 2008.
Parmi ces logements, 31,5 % étaient des résidences principales, 64,4 % des résidences secondaires et 4,1 % des logements vacants. Ces logements étaient pour 95,1 % d'entre eux des maisons individuelles et pour 1,7 % des appartements.
Le tableau ci-dessous présente la typologie des logements à Saint-Gérons en 2018 en comparaison avec celle du Cantal et de la France entière. Une caractéristique marquante du parc de logements est ainsi une proportion de résidences secondaires et logements occasionnels (64,4 %) supérieure à celle du département (20,4 %) et à celle de la France entière (9,7 %). Concernant le statut d'occupation de ces logements, 78,4 % des habitants de la commune sont propriétaires de leur logement (79,1 % en 2013), contre 70,4 % pour le Cantal et 57,5 pour la France entière.
| Typologie                                               | Saint-Gérons | Cantal | France entière |
| ------------------------------------------------------- | ------------ | ------ | -------------- |
| Résidences principales (en %)                           | 31,5         | 67,7   | 82,1           |
| Résidences secondaires et logements occasionnels (en %) | 64,4         | 20,4   | 9,7            |
| Logements vacants (en %)                                | 4,1          | 11,9   | 8,2            |

## Politique et administration

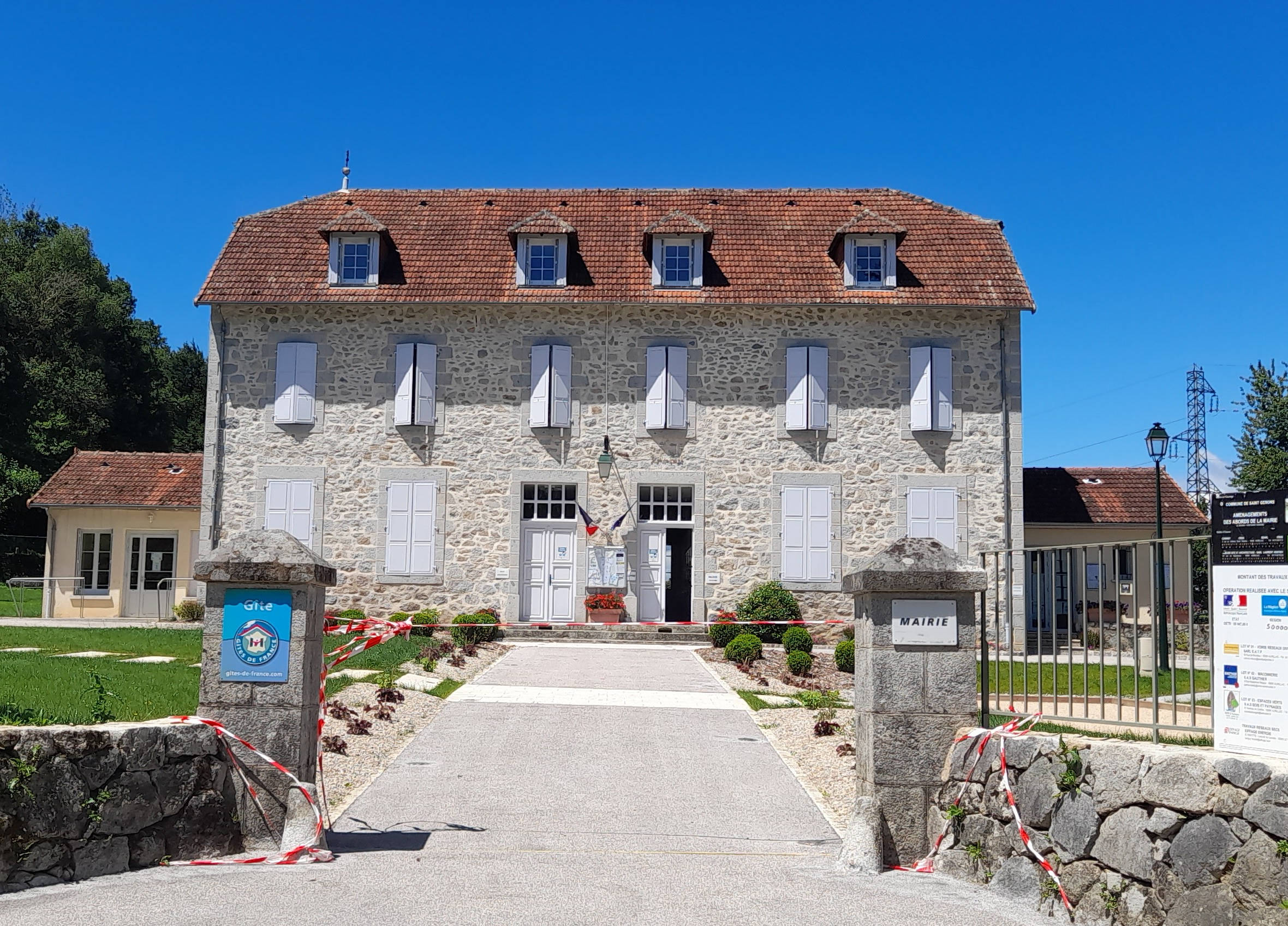
La mairie de Saint-Gérons

| Période                                  | Période  | Identité       | Étiquette | Qualité     |
| ---------------------------------------- | -------- | -------------- | --------- | ----------- |
| Les données manquantes sont à compléter. |          |                |           |             |
|                                          |          |                |           |             |
| mars 1989                                | En cours | Michel Canches | LR        | Agriculteur |

## Population et société

### Démographie
L'évolution du nombre d'habitants est connue à travers les recensements de la population effectués dans la commune depuis 1793. Pour les communes de moins de 10 000 habitants, une enquête de recensement portant sur toute la population est réalisée tous les cinq ans, les populations de référence des années intermédiaires étant quant à elles estimées par interpolation ou extrapolation. Pour la commune, le premier recensement exhaustif entrant dans le cadre du nouveau dispositif a été réalisé en 2004.

En 2022, la commune comptait 229 habitants, en évolution de +7,01 % par rapport à 2016 (Cantal : −1,08 %, France hors Mayotte : +2,11 %).
| 1793 | 1800 | 1806 | 1821 | 1831 | 1836 | 1841 | 1846 | 1851 |
| ---- | ---- | ---- | ---- | ---- | ---- | ---- | ---- | ---- |
| 541  | 472  | 618  | 712  | 750  | 585  | 542  | 583  | 587  |

| 1856 | 1861 | 1866 | 1872 | 1876 | 1881 | 1886 | 1891 | 1896 |
| ---- | ---- | ---- | ---- | ---- | ---- | ---- | ---- | ---- |
| 550  | 569  | 558  | 522  | 494  | 506  | 452  | 456  | 372  |

| 1901 | 1906 | 1911 | 1921 | 1926 | 1931 | 1936 | 1946 | 1954 |
| ---- | ---- | ---- | ---- | ---- | ---- | ---- | ---- | ---- |
| 331  | 358  | 348  | 362  | 312  | 313  | 340  | 466  | 334  |

| 1962 | 1968 | 1975 | 1982 | 1990 | 1999 | 2004 | 2006 | 2009 |
| ---- | ---- | ---- | ---- | ---- | ---- | ---- | ---- | ---- |
| 306  | 278  | 191  | 178  | 179  | 177  | 159  | 166  | 209  |

| 2014 | 2019 | 2022 | - | - | - | - | - | - |
| ---- | ---- | ---- | - | - | - | - | - | - |
| 225  | 222  | 229  | - | - | - | - | - | - |

## Culture locale et patrimoine

### Lieux et monuments
L'église Saint-Gérons est un édifice religieux de style roman qui a été modifié aux XIIIe et XVe siècles.
Construit de 1940 à 1945, le barrage de Saint-Étienne-Cantalès est établi sur la Cère entre Saint-Gérons en rive gauche et Saint-Étienne-Cantalès en rive droite. Il forme une vaste étendue d'eau de 5,62 km2.

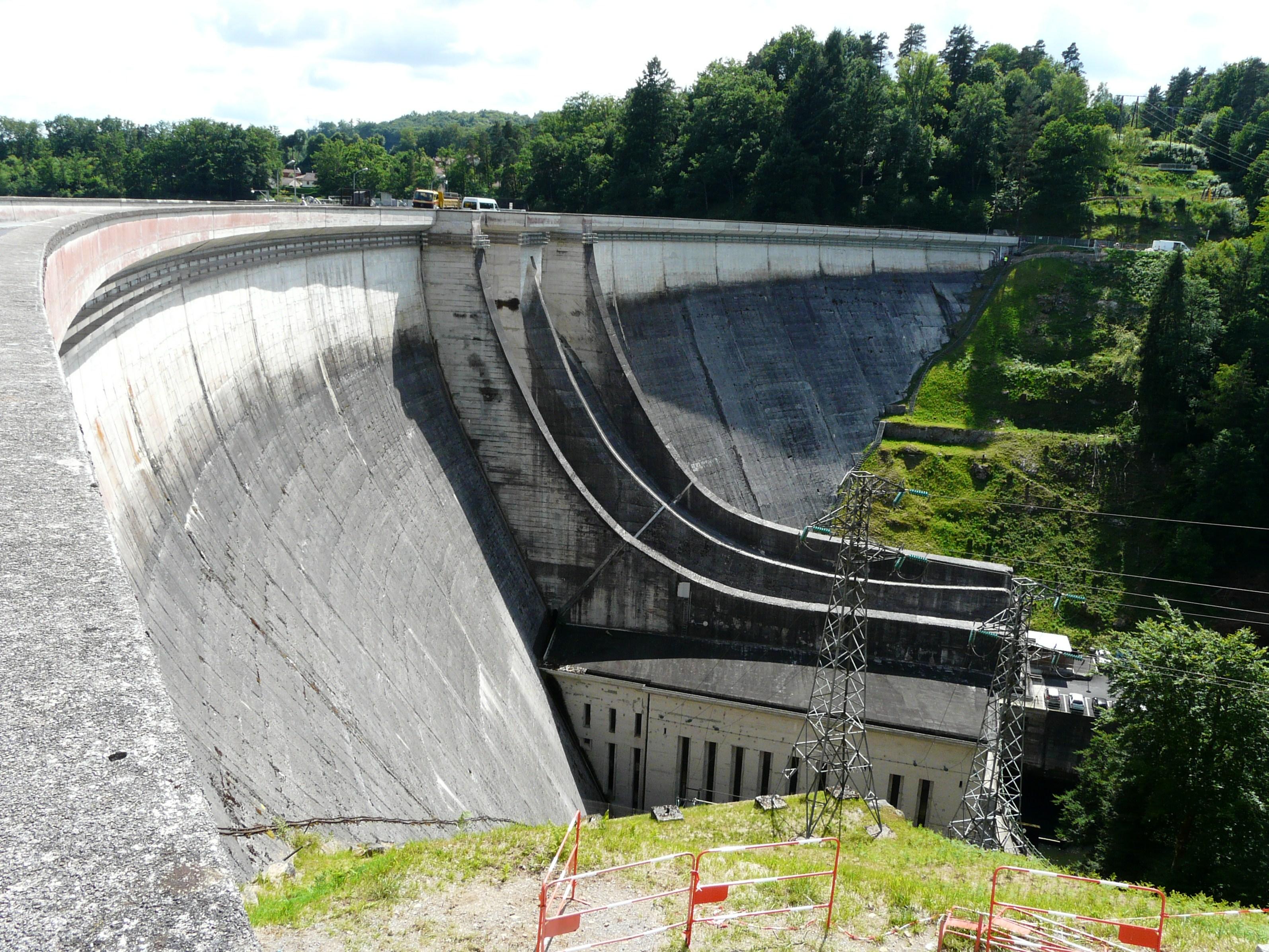
Le barrage de Saint-Étienne-Cantalès. La commune de Saint-Gérons est au second plan.
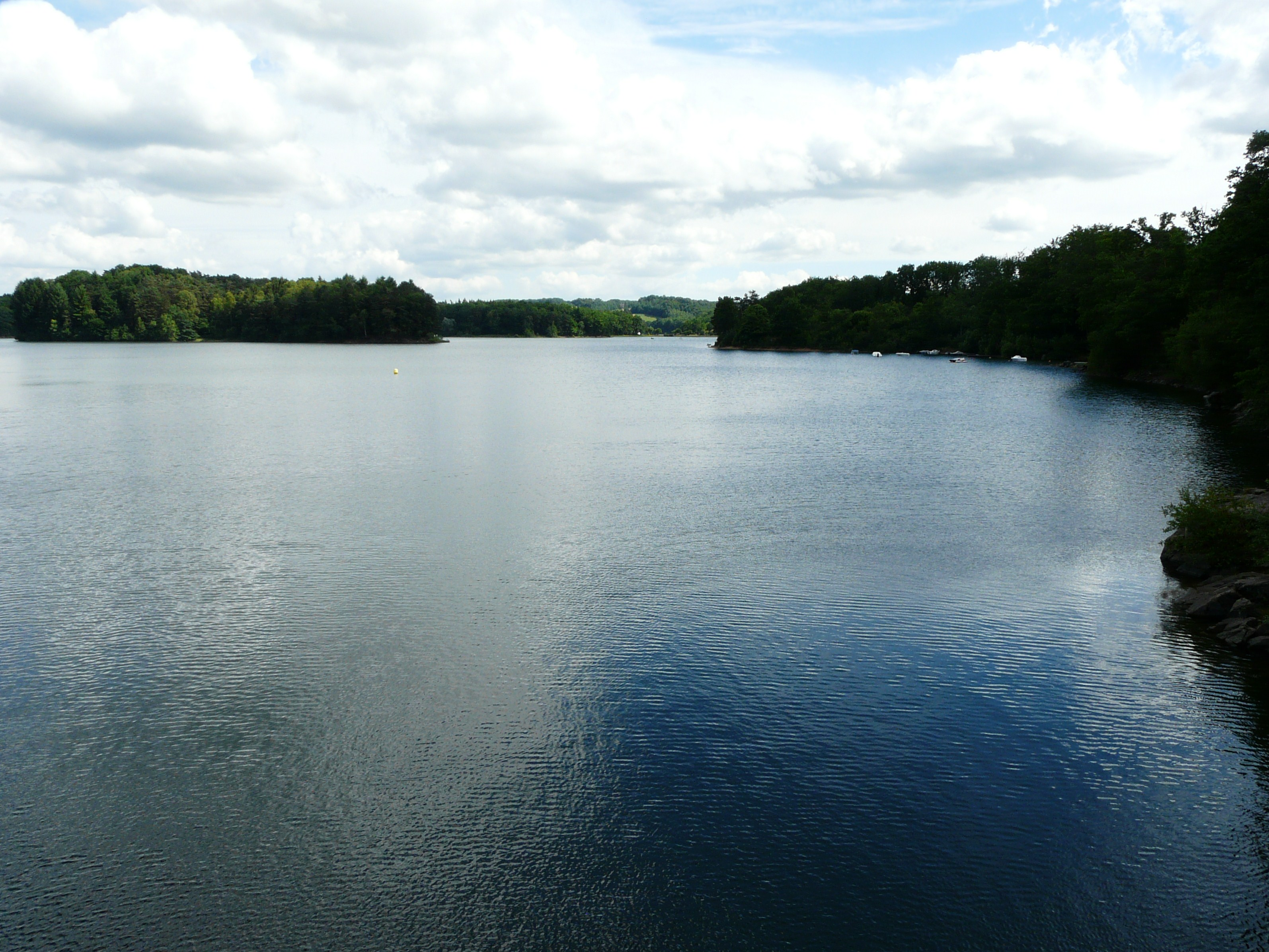
Le lac de Saint-Étienne-Cantalès, côté Saint-Gérons.